# Escuela Preparatoria W. H. Adamson

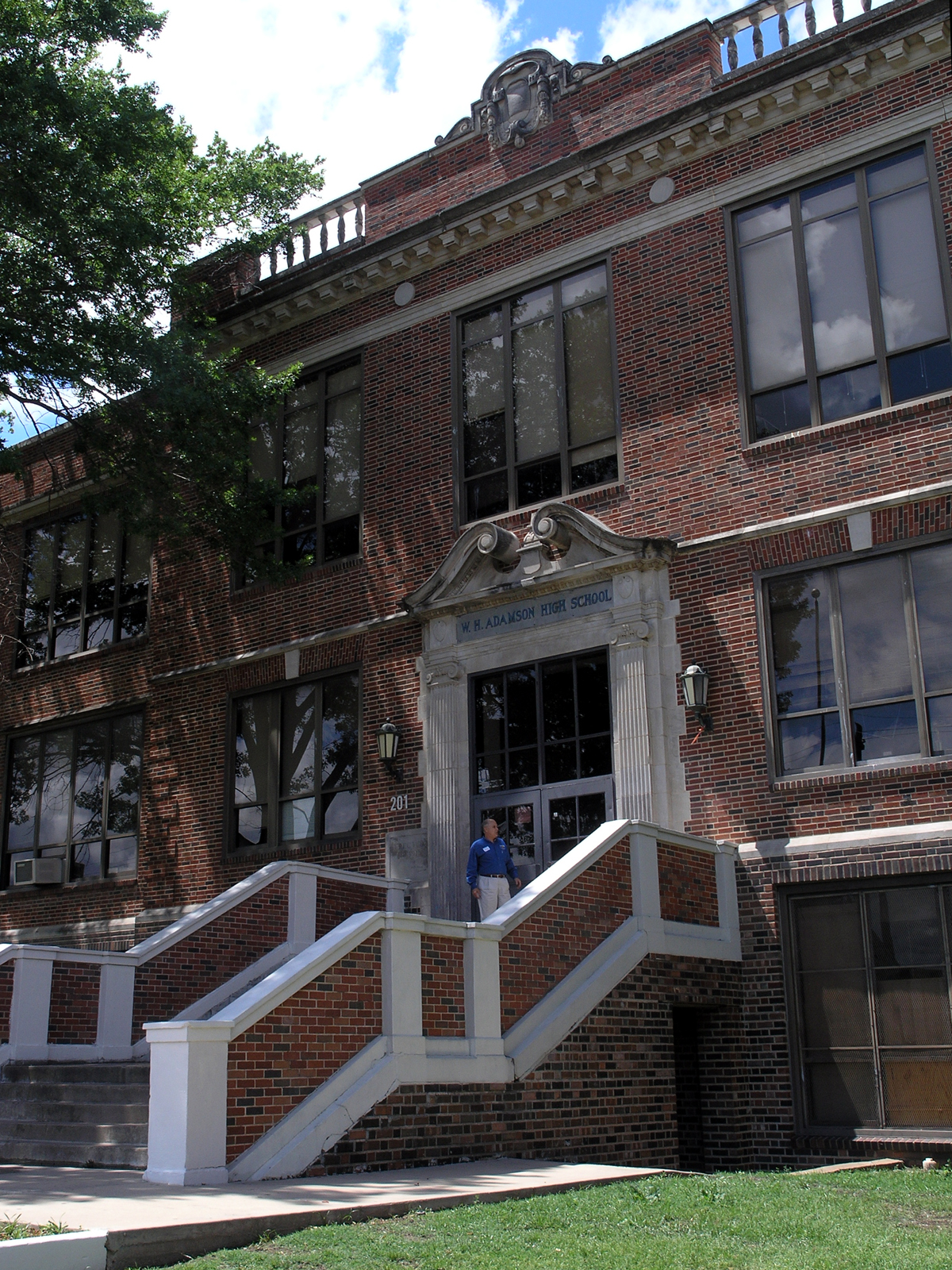
Antiguo edificio de la preparatoria

La Escuela Preparatoria William Hardin Adamson (William Hardin Adamson High School) es una escuela preparatoria en el distrito Oak Cliff en Dallas, Texas. Forma parte del Distrito Escolar Independiente de Dallas (DISD por sus siglas en inglés).
El antiguo edificio es una propiedad del Registro Nacional de Lugares Históricos (NRHP), #11000343.

## Historia
Se abrió en como la Escuela Preparatoria Oak Cliff (Oak Cliff High School) en 1916; alivia la Escuela Preparatoria de Dallas. Una huelga del sindicato de trabajadores retrasó la construcción.
En 1925 la Escuela Preparatoria Sunset se abrió, alivia la preparatoria Oak Cliff.
El administrador principal, William Hardin Adamson, se murió, y la preparatoria se renombró como la Preparatoria W.H. Adamson en 1935.
Alrededor del año 2008, la junta escolar de DISD propuso la demolición del edificio escolar histórico por la construcción del nuevo edificio de la preparatoria. La comunidad de W. H. Adamson protestó contra la propuesta. Por lo que el nuevo edificio se abrió al lado del edificio antiguo. El nuevo edificio se abrió en 2012.

## Demografía
A partir de 2008 Adamson tenía menos de 1.240 estudiantes; aproximadamente 80% eran de familias de bajos ingresos y 94% eran hispano y latino. Muchos estudiantes aprendieron inglés como segundo lenguaje, y el mayor grupo de estudiantes extranjeros se originó en Ocampo (Guanajuato).